# ویلانووئا (نیومکزیکو)
ویلانووئا (به انگلیسی: Villanueva) یک منطقهٔ مسکونی در ایالات متحده آمریکا است که در نیومکزیکو واقع شده‌است. ویلانووئا ۲۶۷ نفر جمعیت دارد و ۱٬۷۸۹ متر بالاتر از سطح دریا واقع شده‌است.